# Минос (Софокл)
«Минос» (др.-греч. Μίνως) — трагедия древнегреческого драматурга V века до н. э. Софокла, текст которой практически полностью утрачен.
Главный герой пьесы — мифический царь Крита Минос. Детали сюжета неизвестны, от текста трагедии остался только один короткий фрагмент: «...Не помогает счастье нерадивым».
Римский драматург Луций Акций тоже написал трагедию «Минос». Возможно, источником сюжетного материала для него стала пьеса Софокла.